# Société des Brasseries et Glacières Internationales
Die Société des Brasseries et Glacières Internationales (BGI) ist ein französisches Unternehmen, das in der Getränkeindustrie tätig ist. Es gehört zur Groupe Castel. Die Gesellschaft betreibt 41 Brauereien in 20 Ländern Afrikas.(Stand 2014)

## Geschichte
Die Gesellschaft Brasseries et Glacières d'Indochine (BGI) (Brauereien und Eisfabriken Indochinas) wurde durch das Haus Denis Frères aus Bordeaux gegründet. Weitere Gründungen waren 1919 die „Brasseries du Maroc“ in Marokko und die „Brasseries et glacières d'Algérie“ in Algerien, 1948 die „Brasseries du Cameroun“ in Kamerun. Im Jahr 1954 kaufte man die „Compagnie fermière de l'établissement thermal de Vichy“ und gründete die Brasseries et Glacières du Laos sowie 1967 die „Brasseries du Niger“ in der Republik Niger.
Die Gruppenname Brasseries et Glacières Internationales wurde 1975 angenommen. Über ihre Tochtergesellschaft Union Brauereien, übernahm sie im Jahr 1980 die Kontrolle über die Pelforth-Brauereien. Im Jahr 1990 wurde die BGI von der Castel-Gruppe erworben. Unter dieser übernahm man im Jahr 1994 die Kontrolle über die Gesellschaft Société de limonaderies et brasseries d'Afrique (SOLIBRA) in Abidjan, Elfenbeinküste. Gemeinsam mit SABMiller bildet man ein Duopol im afrikanischen Biermarkt.
BGI gehört zu den zehn größten Brauereigruppen der Welt.